# Championnat de Yougoslavie masculin de handball
Le championnat de Yougoslavie masculin de handball mettait aux prises les meilleures équipes de club de Yougoslavie avant la dissolution de fait de la République fédérale socialiste en 1991, date de la dernière édition de la compétition.
Aujourd'hui, les équipes évoluent dans l'un des championnats suivants :
- Championnat de Bosnie-Herzégovine
- Championnat de Croatie
- Championnat de Macédoine du Nord
- Championnat de RF Yougoslavie (1992-2003) puis de Serbie-et-Monténégro (2003-2006), lui-même aujourd'hui séparé en :
  - Championnat du Monténégro
  - Championnat de Serbie
- Championnat de Slovénie

## Palmarès
Le palmarès est :
| Année | Champion                     | Deuxième                 | Troisième                |
| ----- | ---------------------------- | ------------------------ | ------------------------ |
| 1953  | Prvomajska Zagreb (1)        | Lokomotiva Virovitica    | RK Dinamo Pančevo        |
| 1954  | Prvomajska Zagreb (2)        | RK Zagreb                | RK Bosna Sarajevo        |
| 1955  | Étoile rouge de Belgrade (1) | Mlada Bosna Sarajevo     | ??                       |
| 1956  | Étoile rouge de Belgrade (2) | Mlada Bosna Sarajevo     | Rabotnički Skopje        |
| 1957  | RK Zagreb (1)                | Mladost Zagreb           | Mlada Bosna Sarajevo     |
| 1958  | Partizan Bjelovar (1)        | Étoile rouge de Belgrade | RK Zagreb                |
| 1959  | RK Borac Banja Luka (1)      | Partizan Bjelovar        | Mlada Bosna Sarajevo     |
| 1960  | RK Borac Banja Luka (2)      | Partizan Bjelovar        | Étoile rouge de Belgrade |
| 1961  | Partizan Bjelovar (2)        | Mlada Bosna Sarajevo     | RK Borac Banja Luka      |
| 1962  | RK Zagreb (2)                | RK Borac Banja Luka      | RK Dinamo Pančevo        |
| 1963  | RK Zagreb (3)                | Partizan Bjelovar        | Prvomajska Zagreb        |
| 1964  | RK Medveščak Zagreb (3)      | Partizan Bjelovar        | RK Zagreb                |
| 1965  | RK Zagreb (4)                | RK Medveščak Zagreb      | Partizan Bjelovar        |
| 1966  | RK Medveščak Zagreb (4)      | RK Zagreb                | Partizan Bjelovar        |
| 1967  | Partizan Bjelovar (3)        | RK Medveščak Zagreb      | RK Dinamo Pančevo        |
| 1968  | Partizan Bjelovar (4)        | RK Crvenka               | RK Dinamo Pančevo        |
| 1969  | RK Crvenka (1)               | RK Borac Banja Luka      | Partizan Bjelovar        |
| 1970  | Partizan Bjelovar (5)        | RK Dinamo Pančevo        | RK Krivaja Zavidovići    |
| 1971  | Partizan Bjelovar (6)        | RK Krivaja Zavidovići    | RK Borac Banja Luka      |
| 1972  | Partizan Bjelovar (7)        | RK Krivaja Zavidovići    | RK Borac Banja Luka      |
| 1973  | RK Borac Banja Luka (3)      | RK Crvenka               | RK Krivaja Zavidovići    |
| 1974  | RK Borac Banja Luka (4)      | RK Krivaja Zavidovići    | Partizan Bjelovar        |
| 1975  | RK Borac Banja Luka (5)      | RK Željezničar Sarajevo  | Partizan Bjelovar        |
| 1976  | RK Borac Banja Luka (6)      | Partizan Bjelovar        | RK Željezničar Sarajevo  |
| 1977  | Partizan Bjelovar (8)        | RK Krivaja Zavidovići    | RK Crvenka               |
| 1978  | RK Željezničar Sarajevo (1)  | Partizan Bjelovar        | RK Krivaja Zavidovići    |
| 1979  | Partizan Bjelovar (9)        | RK Crvenka               | RK Željezničar Sarajevo  |
| 1980  | RD Slovan Ljubljana (1)      | RK Željezničar Sarajevo  | Étoile rouge de Belgrade |
| 1981  | RK Borac Banja Luka (7)      | RK Željezničar Sarajevo  | RK Medveščak Zagreb      |
| 1982  | Metaloplastika Šabac (1)     | RK Dinamo Pančevo        | RK Sloga Doboj           |
| 1983  | Metaloplastika Šabac (2)     | Étoile rouge de Belgrade | RK Železničar Niš        |
| 1984  | Metaloplastika Šabac (3)     | RK Proleter Zrenjanin    | Partizan Bjelovar        |
| 1985  | Metaloplastika Šabac (4)     | RK Borac Banja Luka      | RK Železničar Niš        |
| 1986  | Metaloplastika Šabac (5)     | Étoile rouge de Belgrade | RK Pelister Bitola       |
| 1987  | Metaloplastika Šabac (6)     | RK Pelister Bitola       | RK Medveščak Zagreb      |
| 1988  | Metaloplastika Šabac (7)     | RK Pelister Bitola       | RK Medveščak Zagreb      |
| 1989  | RK Zagreb (5)                | RK Proleter Zrenjanin    | Metaloplastika Šabac     |
| 1990  | RK Proleter Zrenjanin (1)    | RK Borac Banja Luka      | RK Zagreb                |
| 1991  | RK Zagreb (6)                | RK Proleter Zrenjanin    | Étoile rouge de Belgrade |

## Bilans

### Par club
| Club                        | Champion | Champion                                             | Vice-champion | Vice-champion                      | République actuelle |
| Club                        | Nb.      | Années                                               | Nb.           | Années                             | République actuelle |
| --------------------------- | -------- | ---------------------------------------------------- | ------------- | ---------------------------------- | ------------------- |
| Partizan Bjelovar           | 9        | 1958, 1961, 1967, 1968, 1970, 1971, 1972, 1977, 1979 | 6             | 1959, 1960, 1963, 1964, 1976, 1978 | Croatie             |
| RK Borac Banja Luka         | 7        | 1959, 1960, 1973, 1974, 1975, 1976, 1981             | 4             | 1962, 1969, 1985, 1990             | Bosnie-Herzégovine  |
| Metaloplastika Šabac        | 7        | 1982, 1983, 1984, 1985, 1986, 1987, 1988             | 0             | -                                  | Serbie              |
| RK Zagreb                   | 6        | 1957, 1962, 1963, 1965, 1989, 1991                   | 2             | 1954, 1966                         | Croatie             |
| Prvomajska/Medveščak Zagreb | 4        | 1953, 1954, 1964, 1966                               | 2             | 1965, 1967                         | Croatie             |
| Étoile rouge de Belgrade    | 2        | 1955, 1956                                           | 3             | 1958, 1983, 1986                   | Serbie              |
| RK Crvenka                  | 1        | 1969                                                 | 3             | 1968, 1973, 1979                   | Serbie              |
| RK Željezničar Sarajevo     | 1        | 1978                                                 | 3             | 1975, 1980, 1981                   | Bosnie-Herzégovine  |
| RK Proleter Zrenjanin       | 1        | 1990                                                 | 3             | 1984, 1989, 1991                   | Serbie              |
| RD Slovan Ljubljana         | 1        | 1980                                                 | 0             | 0                                  | Slovénie            |
| RK Krivaja Zavidovići       | 0        | -                                                    | 4             | 1971, 1972, 1974, 1977             | Serbie              |
| Mlada Bosna Sarajevo        | 0        | -                                                    | 3             | 1955, 1956, 1961                   | Bosnie-Herzégovine  |
| RK Dinamo Pančevo           | 0        | -                                                    | 2             | 1970, 1982                         | Serbie              |
| RK Pelister Bitola          | 0        | -                                                    | 2             | 1987, 1988                         | Macédoine du Nord   |
| Lokomotiva Virovitica       | 0        | -                                                    | 1             | 1953                               | Croatie             |
| Mladost Zagreb              | 0        | -                                                    | 1             | 1957                               | Croatie             |
| Total                       | 39       | 1953-1991                                            | 39            | 1953-1991                          | -                   |

### Par république actuelle

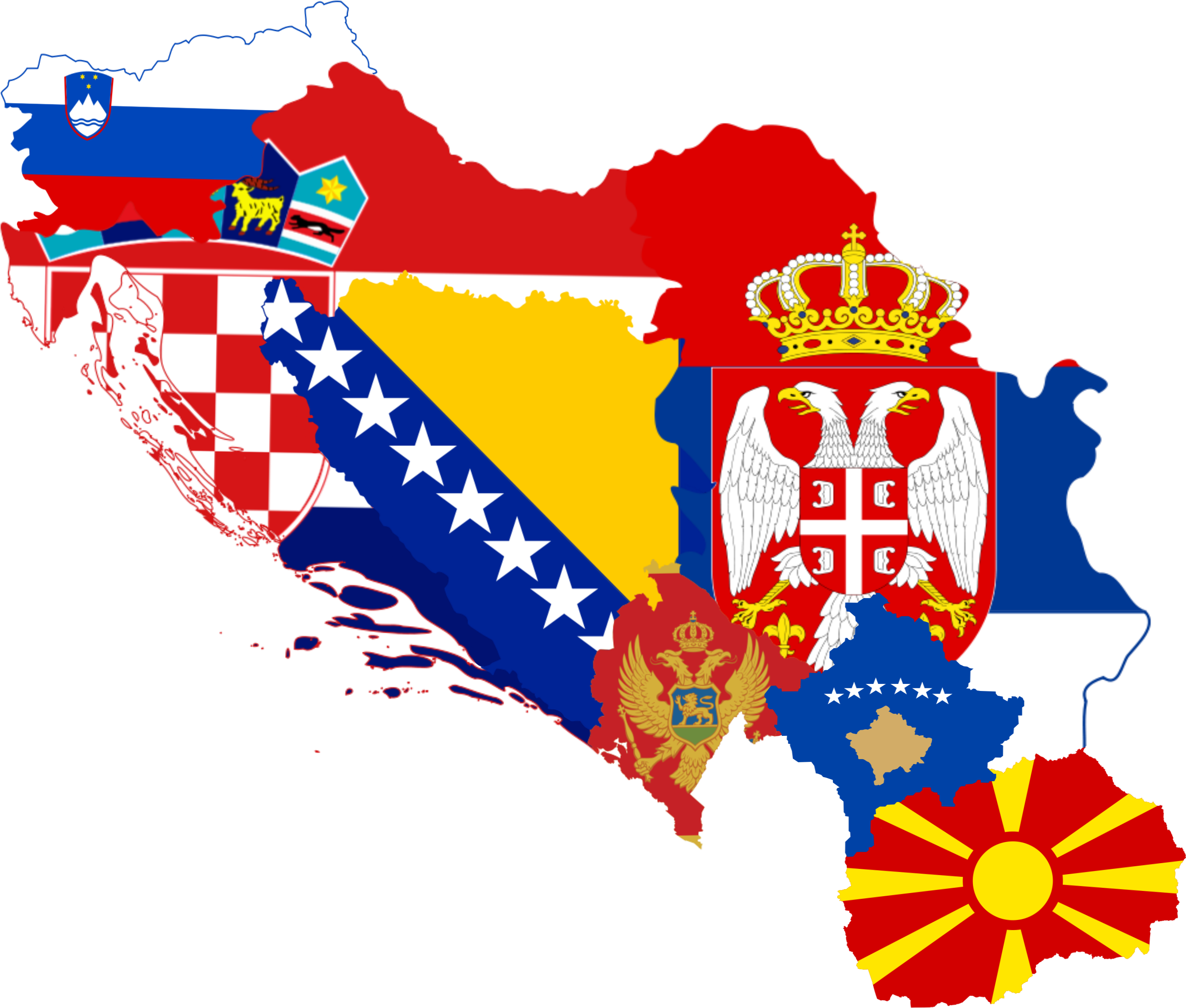
Les actuelles républiques de l'ex-Yougoslavie.

| République actuelle | Total | Titre | Club(s)                     |
| ------------------- | ----- | ----- | --------------------------- |
| Croatie             | 19    | 9     | Partizan Bjelovar           |
| Croatie             | 19    | 6     | RK Zagreb                   |
| Croatie             | 19    | 4     | Prvomajska/Medveščak Zagreb |
| Serbie              | 11    | 7     | Metaloplastika Šabac        |
| Serbie              | 11    | 2     | Étoile rouge de Belgrade    |
| Serbie              | 11    | 1     | RK Proleter Zrenjanin       |
| Serbie              | 11    | 1     | RK Crvenka                  |
| Bosnie-Herzégovine  | 8     | 7     | RK Borac Banja Luka         |
| Bosnie-Herzégovine  | 8     | 1     | RK Željezničar Sarajevo     |
| Slovénie            | 1     | 1     | RD Slovan Ljubljana         |
| Kosovo              | 0     | 0     | -                           |
| Macédoine           | 0     | 0     | -                           |
| Monténégro          | 0     | 0     | -                           |

### En coupes d'Europe
Les clubs yougoslaves se sont particulièrement distingués dans les années 1970 et 1980, remportant un total de cinq coupes d'Europe et s'inclinant onze fois en finale :
- C1 : Coupe des clubs champions
  - Vainqueur (4) : Partizan Bjelovar, (1972), Borac Banja Luka (1976), Metaloplastika Šabac (1985, 1986)
  - Finaliste (7) : Partizan Bjelovar (1962, 1973), Medveščak Zagreb (1965), Borac Banja Luka (1975), Kolinska Slovan Ljubljana (1981), Metaloplastika Šabac (1984), Proleter Zrenjanin (1991)
- C2 : Coupe des vainqueurs de coupe
  - Vainqueur (0) : néant
  - Finaliste (2) : Železničar Niš (1978), Sloga Doboj (1984)
- C3 : Coupe de l'IHF
  - Vainqueur (1) : Borac Banja Luka (1991)
  - Finaliste (2) : RK Željezničar Sarajevo (1982), RK Proleter Zrenjanin (1990)